# Álvaro Galindo
Pour les articles homonymes, voir Álvaro et Galindo (homonymie).
Pas d'image ? Cliquez ici

a Compétitions nationales et continentales officielles uniquement.

b Matchs officiels uniquement.
Dernière mise à jour le 10 octobre 2011.
 Alvaro Galindo, né le 26 février 1982 à Tucuman, est un joueur de rugby argentin, évoluant au poste de flanker (1,92 m pour 104 kg).

## Carrière

### En club
- Jusqu’en 2006 : Universitario Tucuman
- 2006-2008 : AS Béziers
- 2008-2013 : Racing Métro 92[2]
- 2013- : Tucumán Rugby Club

### En équipe nationale
Il a honoré sa première cape internationale en équipe d'Argentine le 28 avril 2004 contre l'équipe d'Uruguay.

## Palmarès

### En club
Racing Métro 92
- Pro D2 : 2009.

### En équipe nationale
(au 10/10/11).
- 13 sélections en équipe d'Argentine depuis 2004.
- 2 essais (10 points).
- Sélections par année : 2 en 2004, 5 en 2008, 1 en 2009, 3 en 2010 et 2 en 2012.